# Can Ramoneda (Esplugues de Llobregat)
Can Ramoneda és una masia a Esplugues de Llobregat (Baix Llobregat) protegida com a bé cultural d'interès local.

## Arquitectura
És una casa pairal de tres cossos, amb planta baixa, pis i golfes, i amb coberta de dos vessants. La façana fou simètrica originàriament fins que s'afegí un cos a cada banda de la casa. El cos central, situat a un nivell més alt del sòl, hi ha la porta principal amb arc de mig punt i marc de pedra adovellat. Les finestres de la planta noble tenen un marc de pedra. Les golfes són obertes a l'exterior mitjançant tres arcs escarsers de pedra treballada, recolzats en sengles pilars. El rellotge de sol es troba lleugerament desplaçat a la dreta de l'eix central.

## Història
Segons els seus precedents, Can Ramoneda data del s. XIV. Això no obstant, el primer document que en fa referència és del 1471, on es diu que la casa pagava censos a les monges del monestir de Sant Pere de les Puelles. Engrandida el 1642, sempre s'ha dedicat a les feines agrícoles (i així ho denoten els graners i cellers d'aquests). El 1770, el Baró de Maldà cita aquesta casa tot dient que el seu propietari és el pagès més ric del poble. Conserva l'estructura primitiva, llevat que el 1940-41 foren derruïts els tres porxos d'accés i el pou. El 1972, ha estat restaurada esment seu del Museu Estrada-Salarich.